# ولسوالی ناور
ناوُر یا ناهور بزرگ‌ترین ولسوالی ولایت غزنی در افغانستان است که تمام ساکنان آن هزاره هستند، مرکز ولسوالی ناور در دوآبی و جلگه بهادر یکی از مناطق ناور است.

## پیشینه
غزنی با قدمت بیش از ۱۰۰۰ قرن یکی از کهن‌ترین مناطق جهان به‌شمار می‌رود. ابزارهای مربوط به دورهٔ پارینه‌سنگی زیرین با قدمت بیش از ۱۰۰ هزار سال پیش در دشت ناوُر در غرب غزنی پیدا شده است. این ابزار شامل تعدادی ابزار سنگی ساخته شده از کوارتز است که شامل تراشه، ساطور، رنده، تیشه و تبر ابزار هستند. این آثار نخستین شواهد بدست‌آمده از دورهٔ پارینه‌سنگی زیرین در افغانستان هستند.
در سمت شرق دشت ناور، آثار متعلق به دورهٔ پارینه‌سنگی زیرین، و در سمت شمال آن آثار مربوط به دورهٔ پارینه‌سنگی میانی، که مشتمل بر تپهٔ سنگی بزرگی شامل بناهایی با پیشینهٔ نامعلوم است. سطح بیرونی این پایگاه‌ها با ابزار سنگی پوشیده شده است، که ۹۸٪ آن را آبسیدین (obsidian؛ سنگ آتشفشانی سیاه و شیشه‌مانند) تشکیل می‌دهد. این ابزار سنگی عبارتند از انواع ساطورها، تبرهای اولیه، و تیغه‌های ریز و خُرد، که برخی از آنها نشانه‌های دورهٔ پارینه‌سنگی زیرین را دارا هستند. بقیه شباهت‌هایی به صنعت به‌کاررفته در درهٔ کور بدخشان دارند.

## جغرافیا
ناور یکی از سردترین ولسوالی‌های هزاره‌جات (هزارستان) است. مرکز ناور که به نام دوآبی یاد می‌شود، سردتر از همه جاست و در نتیجه تاحال، زراعت در این مناطق نتیجه‌ای قناعت بخش نداشته است. در مرکز ناور، هیچ اثری از درخت نیست که خود بیانگر طبیعت خشن این مناطق است یا شاید دلیل دیگری داشته‌باشد.

## منطقه‌ها
دوآبی(مرکز ولسوالی)، جلگه بهادر(باتور)، جرغی، برجگی، سراب، علودانی و خوات
| ژ                                                   | ف         | م         | آ         | م       | ژ      | ژ      | آ      | س       | اُ        | ن         | د         |
| ۳۳ ۱۱− ۲۱−                                          | ۸۴ ۹− ۲۱− | ۱۳۱ ۴ ۱۱− | ۱۲۴ ۱۸ ۳− | ۱۶ ۲۸ ۲ | ۶ ۳۴ ۶ | ۱ ۳۷ ۸ | ۶ ۳۷ ۶ | ۱۷ ۳۳ ۲ | ۴۰ ۲۵ ۱− | ۲۸ ۱۴ ۱۱− | ۱۰ ۱− ۱۴− |
| میانگین بالاترین و پایین‌ترین دما به مقیاس سانتیگراد |           |           |           |         |        |        |        |         |          |           |           |
| بارندگی به مقیاس میلی‌متر                            |           |           |           |         |        |        |        |         |          |           |           |
| منبع: Climate-Data.org                              |           |           |           |         |        |        |        |         |          |           |           |

| مقیاس فارنهایت و اینچ                              | مقیاس فارنهایت و اینچ | مقیاس فارنهایت و اینچ | مقیاس فارنهایت و اینچ | مقیاس فارنهایت و اینچ | مقیاس فارنهایت و اینچ | مقیاس فارنهایت و اینچ | مقیاس فارنهایت و اینچ | مقیاس فارنهایت و اینچ | مقیاس فارنهایت و اینچ | مقیاس فارنهایت و اینچ | مقیاس فارنهایت و اینچ |
| -------------------------------------------------- | --------------------- | --------------------- | --------------------- | --------------------- | --------------------- | --------------------- | --------------------- | --------------------- | --------------------- | --------------------- | --------------------- |
| ژ                                                  | ف                     | م                     | آ                     | م                     | ژ                     | ژ                     | آ                     | س                     | اُ                     | ن                     | د                     |
| ۱٫۳ ۱۲۶−                                           | ۳٫۳ ۱۶۶−              | ۵٫۲ ۳۹۱۲              | ۴٫۹ ۶۴۲۷              | ۰٫۶ ۸۲۳۶              | ۰٫۲ ۹۳۴۳              | ۰ ۹۹۴۶                | ۰٫۲ ۹۹۴۳              | ۰٫۷ ۹۱۳۶              | ۱٫۶ ۷۷۳۰              | ۱٫۱ ۵۷۱۲              | ۰٫۴ ۳۰۷               |
| میانگین بالاترین و پایین‌ترین دما به مقیاس فارنهایت |                       |                       |                       |                       |                       |                       |                       |                       |                       |                       |                       |
| بارندگی به مقیاس اینچ                              |                       |                       |                       |                       |                       |                       |                       |                       |                       |                       |                       |

| ژ                                                   | ف         | م         | آ         | م       | ژ      | ژ      | آ      | س       | اُ        | ن         | د         |
| ۳۳ ۱۱− ۲۱−                                          | ۸۴ ۹− ۲۱− | ۱۳۱ ۴ ۱۱− | ۱۲۴ ۱۸ ۳− | ۱۶ ۲۸ ۲ | ۶ ۳۴ ۶ | ۱ ۳۷ ۸ | ۶ ۳۷ ۶ | ۱۷ ۳۳ ۲ | ۴۰ ۲۵ ۱− | ۲۸ ۱۴ ۱۱− | ۱۰ ۱− ۱۴− |
| میانگین بالاترین و پایین‌ترین دما به مقیاس سانتیگراد |           |           |           |         |        |        |        |         |          |           |           |
| بارندگی به مقیاس میلی‌متر                            |           |           |           |         |        |        |        |         |          |           |           |
| منبع: Climate-Data.org                              |           |           |           |         |        |        |        |         |          |           |           |

| مقیاس فارنهایت و اینچ                              | مقیاس فارنهایت و اینچ | مقیاس فارنهایت و اینچ | مقیاس فارنهایت و اینچ | مقیاس فارنهایت و اینچ | مقیاس فارنهایت و اینچ | مقیاس فارنهایت و اینچ | مقیاس فارنهایت و اینچ | مقیاس فارنهایت و اینچ | مقیاس فارنهایت و اینچ | مقیاس فارنهایت و اینچ | مقیاس فارنهایت و اینچ |
| -------------------------------------------------- | --------------------- | --------------------- | --------------------- | --------------------- | --------------------- | --------------------- | --------------------- | --------------------- | --------------------- | --------------------- | --------------------- |
| ژ                                                  | ف                     | م                     | آ                     | م                     | ژ                     | ژ                     | آ                     | س                     | اُ                     | ن                     | د                     |
| ۱٫۳ ۱۲۶−                                           | ۳٫۳ ۱۶۶−              | ۵٫۲ ۳۹۱۲              | ۴٫۹ ۶۴۲۷              | ۰٫۶ ۸۲۳۶              | ۰٫۲ ۹۳۴۳              | ۰ ۹۹۴۶                | ۰٫۲ ۹۹۴۳              | ۰٫۷ ۹۱۳۶              | ۱٫۶ ۷۷۳۰              | ۱٫۱ ۵۷۱۲              | ۰٫۴ ۳۰۷               |
| میانگین بالاترین و پایین‌ترین دما به مقیاس فارنهایت |                       |                       |                       |                       |                       |                       |                       |                       |                       |                       |                       |
| بارندگی به مقیاس اینچ                              |                       |                       |                       |                       |                       |                       |                       |                       |                       |                       |                       |

## اقتصاد و منابع معدنی
شهرستان ناور در شمال ولایت غزنی، از جمله مناطقی است که معادن فلز لیتیوم را در خود جای داده است. تحقیقات سازمان زمین‌شناسی آمریکا تخمین زده است که مناطق مختلف در افغانستان سرشار از منابع غنی لیتیوم است، برخی گزارش‌ها ارزش این منابع را تا ۳ تریلیون دلار برآورد می‌کنند
افزون بر لیتیم معادن دیگر مانند زغال‌سنگ، سنگ روخام، سرب و گچ در مربوطات ولسوالی ناهور تثبیت شده است
شرکت بلک واتر به دنبال استخراج معادن طلا، لیتیوم و گاز در افغانستان بوده و رئیس شرکت امنیتی بلک واتر (اریک پرنس) پیش از این دوبار در راستای دست یابی به قرارداد استخراج معادن به افغانستان سفر کرده است
طالبان و پشتون‌ها نیز به معادن منطقه ناهور چشم دوخته‌اند و با نفوذ بیشتر کوچی‌ها (قبایل کوچ‌نشین هم‌پیمان طالبان) در منطقه احتمال اینکه تحرکات طالبان به سمت معادن ناور برود بسیار بالا می‌باشد
ناور یکی از بزرگ‌ترین ولسوالی‌های غزنی است اما متأسفانه به دلیل دور افتادگی این ولسوالی از مرکز غزنی رسیدگی به بخش زراعت هم مانند بخش‌های دیگر به درستی انجام نمی‌شود خشکسالی‌های سال‌های اخیر هم این مشکلات را برای مردم این ولسوالی که اکثراً کشاورز هستند دوبرابر کرده است. این ناحیه دارای زمین‌های زراعتی آبی و للمی، باغ‌های میوه جات از قبیل زردآلو، سیب، آلوبخارا و بادام و جنگلات بوده در آخرین شمارش که توسط UNDP در این ولسوالی در این بخش انجام شده حاکی از وجود ۱۲۰۰ حلقه چشمه، ۱۰۰ ریشته کاریز، ۵۰۰ رشته کانال و ۵۱۰ بند.
آبگردان غرض آبیاری زمین‌های زراعتی است.
آب وافر، جای مناسب و زمینه احداث بند برق و اعمار بندهای ذخیره‌ای آب در سطح ولسوالی مساعد است.

## آموزش پرورش
گرچه تعداد مدارس را از نظر عددی زیاد دیده می‌شود اما کیفت بناها و وسایل آموزشی پایین است.
- ۱۴ لیسه
- ۲۸ متوسطه
- ۳۰ مدرسه ابتدایی
- ۲۱ مدرسه دینی

## امنیت
همان‌طور که تمام ساکنان این منطقه از قوم هزاره می‌باشد. همچنین ناور به‌طور کلی از چهار طرف هم‌مرز با ولسوالی هزاره‌نشین است از این رو می‌توان گفت که درگیری قومی زیاد دیده نمی‌شود اما به دلیل رسیدگی نکردن دولت به سیستم امنیتی این ناحیه و اداره عشره‌ای امنیت به‌طور کاملاً مطمین موجود نیست در ولسوالی ناور قو ماندانی امنیه، آمریت امنیت ملی، پولیس، شعبه جنایی جمعاً در حدود ۵۰ نفر پرسنل با همکاری مردم و بزرگان قوم جهت تأمین امنیت عامه فعالیت دارند
ریاست‌های دولتی مانند: ولسوالی، قوماندانی امنیه، ریاست محکمه، مدیریت زراعت، مدیریت حقوق، مدیریت حج و اوقاف، ارنوالی، مدیریت معارف، مدیریت املاک، مدیریت ترویج، مدیریت مالیه،
احصائیه، محبس و آمریت جنایی در سطح ولسوالی ناور فعال می‌باشند.
در طول ۱۱ سال گذشته، ناور کمترین توجه مقامات را با خود داشته است. با اینکه ساکنان آن مردمان صلح دوست هستند، اما این صلح هیچ نفعی عاید مردم نتوانسته است. در اکثر نقاط چون دره‌های کلان مثل قرناله (دارای ۱۳ قریه خورد و کلان در شرق ناور) دره شمیلتو (دارای بیش از ۱۵ قریه جات خورد وکلان در شرق ناور) زمینه‌های تعلیمی برای دختران میسر نیست. در ساحات متذکره، دختران از صنوف ۴ به بالا به درس‌های شان ادامه داده نمی‌توانند. دلایلش نیز عدم موجودیت مکاتب دولتی و مکاتب که هست، دارای نظم و دسیپلین نیست و لذا مردم از فرستادن دختران شان جلوگیری می‌نمایند. معلمان تنها مکاتب ابتداییه دست ساخته مردم، کسانی است که قبلاً در مدارس درس خوانده‌اند و از علوم روز تقریباً بی بهره‌اند
در بخش امنیت با اینکه پرسنل کافی وجود ندارد، اما امنیت تأمین است که بخش اعظم آن مربوط به همکاری‌های است که مردم دارند. این امنیت نسبی از طرفی خیلی شکننده است که در صورت عدم همکاری مردم، دیگر امنیت نخواهد بود.